# Louis Florencie
Louis Florencie, född 4 december 1896 i Paris i Frankrike, död 4 december 1951 i Madrid i Spanien, var en fransk skådespelare.

## Filmografi (urval)
- 1932 – Service de nuit
- 1935 – Legionärer, Spanien har lejt er att dö!
- 1938 – De anklagade
- 1938 – Sol och vår i societeten
- 1940 – Himlens musikanter (ej krediterad)
- 1942 – Mördaren utan ansikte
- 1945 – Paradisets barn
- 1946 – Panik
- 1949 – Flickfängelset
- 1951 – Under Paris himmel